# Conus spectrum
Conus spectrum é uma espécie de gastrópode do gênero Conus, pertencente a família Conidae.